# Acheron (1878)
„Acheron” – australijski torpedowiec typu „Acheron” zbudowany w Sydney w 1878, często uważany za pierwszy okręt wodowany w Australii.  Okręt powstał na zamówienie rządu kolonii Nowa Południowa Walia w celu obrony zatoki Port Jackson przed spodziewanym się wówczas atakiem rosyjskim (tzw. Russian threat).  „Acheron” wraz z bliźniaczym „Avernusem” zostały wycofane ze służby i sprzedane 1902 ale w różnych rolach służyły jeszcze do lat 30.  XX wieku.

## Tło historyczne
Pierwsze silne sentymenty antyrosyjskie połączone z obawami przed rosyjskim atakiem na kolonie brytyjskie w dzisiejszej Australii  datowane są na 1864 kiedy w prasie australijskiej pojawiły się artykuły wyrażające obawę, że kolonie są celami bliskiej inwazji rosyjskiej.  Obawy przed interwencją rosyjską, nazywaną Russian threat czy Russian scare, nasiliły się w latach 70. XIX wieku i doprowadziły do zbudowania w głównych miastach Australii różnego typu fortyfikacji obronnych, a także do zakupu oraz budowy okrętów wojennych mających na celu obronę miejscowych portów.

## Opis konstrukcji
„Acheron” został zaprojektowany w brytyjskich zakładach John I. Thornycroft & Company ale w całości zbudowany w zakładach Atlas Engineering Company w Sydney.  Zazwyczaj określany jest jako pierwszy okręt zbudowany w Australii.
Okręt mierzył 78 stóp długości i 10 stóp i trzy cale szerokości (23,77 x 3,12 m), jego wyporność wynosiła 16 ton (82 stopy i sześć cali szerokości, 10 stóp i sześć celi szerokości, cztery stopy zanurzenia, wyporność 22 tony według innego źródła).  Napęd stanowił silnik parowy ze skraplaczem o średnicy cylindrów 11 i 19 cali (28 i 48 cm) i skoku tłoka wynoszącym 14 cali (35 cm) o mocy 200 IHP napędzający pojedynczą śrubę.  Silnik opalany był węglem (zapas bunkra wynosił cztery tony), prędkość maksymalna wynosiła do 18 węzłów.  Wewnętrznie okręt podzielony był na 10 wodoszczelnych przedziałów.
W momencie jego ukończenia okręt posiadał dużą, przeszkoloną kabinę w rufowej części kadłuba mieszczącą do 12 osób w której mógł przewozić osoby, towary lub pocztę w jego drugorzędnej roli jako dispatch vessel (awizo).
Początkowo „Acheron” uzbrojony był w pojedynczą minę wytykową, w późniejszym czasie został przezbrojony w dwie torpedy 18-calowe.
Załogę stanowiło dziewięć osób, łączny koszt budowy okrętu wynosił 8784 funtów.

## Historia
Okręt został wodowany w 1878 i wszedł do służby w 1879.  Zarówno „Acheron” jak i jego bliźniaczy „Avernus” były szeroko opisywane w ówczesnej prasie, były to najszybsze statki wodne pływające wówczas po wodach australijskich.
Żaden z okrętów nie został użyty bojowo, już około 1885 obydwa były poważnie zaniedbane.  W 1885 „Acheron” dwukrotnie przebywał w suchym doku gdzie przeprowadzono poważne remonty tego okrętu.  Począwszy od 1886 okręty były aktywne głównie w czasie weekendów kiedy to służyły jako statki wycieczkowe, obsadzone były załogą złożoną z ochotników i rezerwistów.  W 1901 obydwa okręty weszły w skład powstałej wówczas Commonwealth Naval Forces, już rok później, jako przestarzałe i wojskowo bezużyteczne okręty, zostały wycofane ze służby i sprzedane.  „Acheron” został zakupiony za 245 funtów i początkowo służył jako holownik, w późniejszym czasie przemianowany na „Jenner” służył w stanowym departamencie ds. kwarantanny (NSW Quarantine Department).  Ostatecznie został on wycofany ze służby w latach 30. XX wieku, dalsze jego losy nie są znane.